# 勒蓬德蒙韦尔
勒蓬德蒙韦尔（法語：Le Pont-de-Montvert，法語發音：[lə pɔ̃ də mɔ̃vɛʁ]）是法国洛泽尔省的一个旧市镇，属于弗洛拉克区。

## 地理
勒蓬德蒙韦尔（44°21'48"N, 3°44'37"E）面积90.25 平方千米，位于法国奧克西塔尼大區洛泽尔省，该省份为法国南部内陆省份，北起上盧瓦爾省和康塔爾省，西接阿韦龙省，南至加尔省，东临阿尔代什省。
与勒蓬德蒙韦尔接壤的市镇（或旧市镇、城区）包括：马斯多西耶尔、屈比耶尔、屈比耶雷特、阿尔捷、普尔沙雷斯、孔库勒、维亚拉斯、圣莫里斯德旺塔隆、卡萨尼亚、圣于连达尔帕翁、拉萨勒普吕内、贝杜埃斯、弗赖西内德洛泽尔。

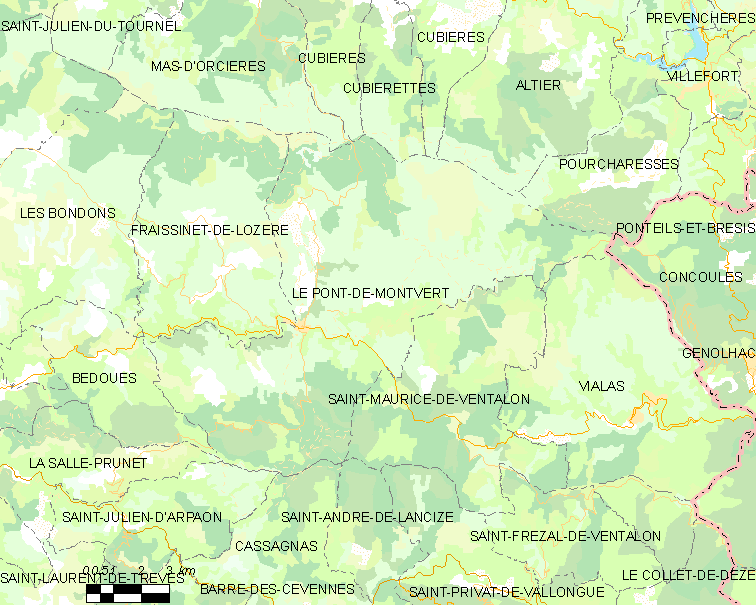
勒蓬德蒙韦尔的OSM定位图

勒蓬德蒙韦尔的时区为UTC+01:00、UTC+02:00（夏令时）。

## 行政
勒蓬德蒙韦尔的邮政编码为48220，INSEE市镇编码为48116。

## 政治
勒蓬德蒙韦尔所属的省级选区为圣艾蒂安-迪瓦尔多内县。

## 人口

1962-2008年间勒蓬德蒙韦尔人口变化图示

勒蓬德蒙韦尔于2018年1月1日时的人口数量为317人。